# ديفيد بي رووي
ديفيد بي رووي (بالإنجليزية: David P. Rowe)‏ هو محامي جامايكي، ولد في 8 مايو 1959.